# Relations presse
Les relations presse, aussi appelées relations de presse, désignent le concept de communication entre un spécialiste des relations publiques et un ou plusieurs médias journalistiques, qu'ils soient du domaine de la presse (journal, magazine, etc.) ou de l'électronique (radio, télévision, Internet). Elles sont souvent essentielles aux relations publiques puisqu'elles permettent de développer une relation de confiance, d'estime et d'adhésion entre une entreprise, une marque et les journalistes qui demeurent l'une des plus importantes courroies de transmission de l'information aux différents publics.
Les relations publiques sont plus un terme générique qui recouvre des actions très diverses qui font appel à des outils tels que les réunions, le lobbying, la communication événementielle, le parrainage d'événement ou sponsoring, le mécénat, les congrès, les salons et les foires, les expositions où se développe un capital de relations avec le public, les cadeaux, les objets publicitaires, etc.
Ainsi, les relations presse sont le moyen de relayer l'opération de relations publiques auprès de l'opinion publique ou d'un public spécifique. Relations publiques et relations presse sont le plus souvent un couple indissoluble qu'il faut gérer de façon cohérente dès le départ.

## Histoire

### États-Unis d'Amérique
Les relations de presse ont commencé à exister aux États-Unis avec l'apparition des journaux et de la profession de journaliste vers 1830.
Ivy Lee fut le premier à employer une démarche structurée dans le domaine des relations presse, il travaillait pour le bureau de presse du Comité national démocrate. Ceux qui occupaient les mêmes fonctions étaient en fait les agents de presse des hommes politiques.
Les crises économiques graves du début du XXe siècle, en particulier celle de 1907, amènent la presse et les intellectuels à critiquer sévèrement les méthodes des grands de l'industrie.
Ceci a conduit les chefs d'entreprise à utiliser tout d'abord la publicité puis à nouveau leurs agents de presse pour répondre à leurs détracteurs. À cette occasion se créèrent les premières agences de relations presse. Dans les années 1900, il ne s'agissait pas encore, à proprement parler, de relations publiques.
À cette même époque, John D. Rockefeller utilisait les services de l'agent de presse Ivy Lee. En 1914, lors d'une grève dure, Rockefeller fait intervenir des « briseurs de grève ».
Ces derniers recourent à la violence et blessent des grévistes, ceci déclenche une campagne virulente contre Rockefeller.
Pour redresser la situation, Ivy Lee entreprend de modifier radicalement l'image de Rockefeller. Son objectif est de le transformer en bienfaiteur et non plus en exploiteur.
Pour ce faire :
- il crée des fondations et des œuvres de charité,
- il encourage les universités,
- il favorise la recherche technique[1].

En complément il dévoile dans la presse le montant des impôts payés par les Rockefeller ainsi que le montant des salaires versés chaque mois à des milliers d'ouvriers. Il met ainsi en avant le rôle économique et social joué par l'entreprise. Il mise sur la stratégie de la clarté et surtout, il prend en compte le public et ses attentes. C'est une réussite.

### France
En 1924, les Américains tentent d'introduire les relations publiques auprès d'industriels français. C'est un échec.
C'est seulement après la Seconde Guerre mondiale que les relations publiques commencent à exister en France sous l'impulsion de Lucien Matrat. Le 8 mai 1959, il annonce avec ses amis d’Orléans, Claude Chapeau, Robert Charles Sainson et Jean Autran, la création du Centre Européen des Relations Publiques qui apporte ainsi à la profession une dimension éthique.
En 1965 toujours sous l'impulsion de Lucien Matrat, les professionnels donnent un véritable statut et des règles aux relations publiques, avec la création du code d'Athènes. Ce document fait toujours référence, même si les règles qu'il promulgue ne sont pas officiellement reconnues par les pouvoirs publics et les instances juridiques (cf. annexes 5-6 : définition des professions de conseiller en relations publiques et attaché de presse / le code d'Athènes).
Depuis 1965, les relations publiques et les relations presse n'ont cessé de se développer. Ceci s'explique notamment par :
- une certaine saturation des médias,
- une certaine saturation du public par la publicité,
- une demande croissante d'information par le public,
- une uniformisation grandissante des produits,
- le coût des médias,
- la réduction des budgets.

Avec l'avènement du web participatif, les relations presse s'enrichissent vers les « RP 2.0 », expression déclinée de l'acronyme des relations publiques et du 2.0 désignant l'aspect interactif et participatif des communications avec le consommateur.

## Mesure de l'efficacité des relations presse
L'efficacité des RP peut être mesurée d'un point de vue quantitatif et qualitatif (analytique) :
- d'un point de vue quantitatif il faut répertorier l'ensemble des citations médiatiques (coupures de presses issues de la pige presse). Ensuite à l'aide des tarifs des différents supports, il est possible de calculer les EVP (équivalents en valeur publicitaire) ou Ad Value Equivalent. Pour cela il faut calculer la taille des citations soit en mm/col, soit en temps (visibilités TV ou citations radio) et les comparer au prix de l'espace publicitaire similaire.
- d'un point de vue qualitatif, il faut analyser le contenu d'un résultat média sur la forme et le fond, le fond faisant l'objet d'une analyse sur le degré de transcription du dossier ou communiqué de presse, le ton employé par le journaliste et la teneur du message (les retombées sont-elles valorisantes ou non). Le point de vue qualitatif est toutefois très subjectif. En effet, chaque média adopte un ton différent pour son public cible. Il peut donc être très positif pour une entreprise ou une organisation d'être mentionnée dans un média, alors que d'autres organisations pourraient en être affectés de façon négative si le média en question ne rejoint pas son public cible.